# Canevaworld
Koordinaten: 45° 28′ 41″ N, 10° 43′ 35″ O
Das Canevaworld Resort ist ein Freizeitpark in Italien zwischen den Ortschaften Lazise und Peschiera del Garda direkt am südöstlichen Veroneser Ufer am Gardasee (Lago di Garda), dem größten See Italiens. Es hat eine Gesamtfläche von 300.000 m² und eine durchschnittliche jährliche Besucherzahl von 350.000 Menschen. Der Name Caneva ist auf die Dialektbezeichnung für Weinkeller zurückzuführen.

## Lage
Der Freizeitpark wurde auf den morainischen Hügeln rund 60 m über dem Meeresspiegel an der Ostküste des Gardasees errichtet und bietet einen Blick auf dessen veronesische Ufer. Die Anlage befindet sich in der Nähe der A 22 und der A 4. Weitere Anbindungen bieten der Flughafen Catullo di Villafranca und der Bahnhof in Peschiera del Garda, von wo aus der Park über Shuttlebusse erreichbar ist.

## Geschichte
Die Entstehung des Resorts geht auf ein im Jahr 1965 durch Alfonso Amicabile eröffnetes Tanzlokal mit dem Namen „Dancing La Caneva“ zurück. Diese war wie ein Weinkeller  dekoriert. Der Besuch des Ortes durch viele Urlauber führte dazu, dass das Angebot durch weitere Freizeitmöglichkeiten erweitert wurde. Mehr und mehr entwickelte es sich zu einem Wasserpark mit Wasserrutschen und Schwimmbecken, so dass die Anlage in den 1980er Jahren in „Parco Acquatico del Caneva“ umbenannt wurde. Später kamen weitere Attraktionen hinzu die schließlich unter dem Namen „Canevaworld Resort“ zusammengefasst wurden. 2002 entstand der angegliederte Canevaworld Movieland Park. Inzwischen gibt es vier große Themenbereiche:
- Aqua Paradise Park[4]
- Medieval Times
- Movie Studios Park[5]
- Rock Star Cafè

### Aqua Paradise Park
Der Aqua Paradise Park ist der größte Wasserpark am Gardasee. Er verfügt über viele Wasserattraktionen, Relax-Zonen, Hydro-Massage-Becken sowie ruhige und schattige Plätze. Die Atmosphäre gleicht einer tropischen, von Palmen umgebenen Insel.
Attraktionen
- Stukas Boom: Freefall-Rutsche mit Falltürstart, lange Zeit die höchste Bodyslide Europas (Höhe: 32 Meter, Länge: 100 Meter)
- Kamika: Feuerspuckender vulkanartiger Komplex, von dem zwei parallele Kamikaze-Rutschen starten
- Water Jump: Zwei parallele Röhrenrutschen, die mit einer Sprungschanze in ein Wasserbecken enden
- Typhoon: Breitrutsche mit mehreren Wellen und fünf Bahnen
- Trisplash: Freirutsche mit drei parallelen Bahnen
- Anaconda: Zwei Freirutschen mit unterschiedlichen Verläufen
- Crazy River: Wildwasserfluss, der über viele Strömungsbecken verfügt und mit Reifen berutscht wird
- Lazy River: Langsamer Strömungskanal für Reifen
- Black Hole 2: Zwei innen finstere Röhrenrutschen, die mit Reifen berutscht werden
- Twin Peaks: Freefall-Rutsche für Reifen mit Bremshügel
- Frozen Bob: Als Eisberg thematisierter Bereich mit fünf Rutschen, die mit Schaumstoffmatten berutscht werden
- Mini Black: Zwei kleine Black-Hole-Röhrenrutschen für Kinder
- Shark Bay: Großes Wellenbecken
- Blue Lagoon: Größtes Standardschwimmbecken des Parks
- Coral Bay: Rundes Schwimmbecken
- Pirates Lagoon: Kinderbereich mit Piratenschiff
- Idro Relax: Whirlpoolähnliche Hydro-Massage-Becken
- Bermuda Abyss: Becken für Tauchvorführungen

Aqua Paradise Park
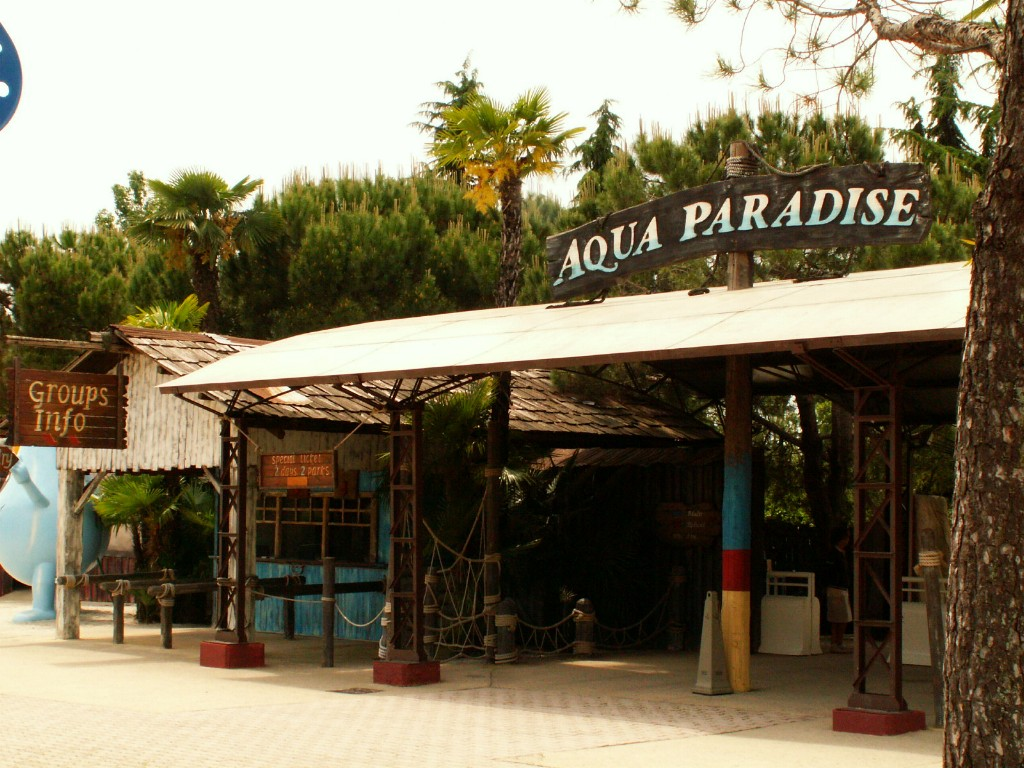
Aqua Paradise
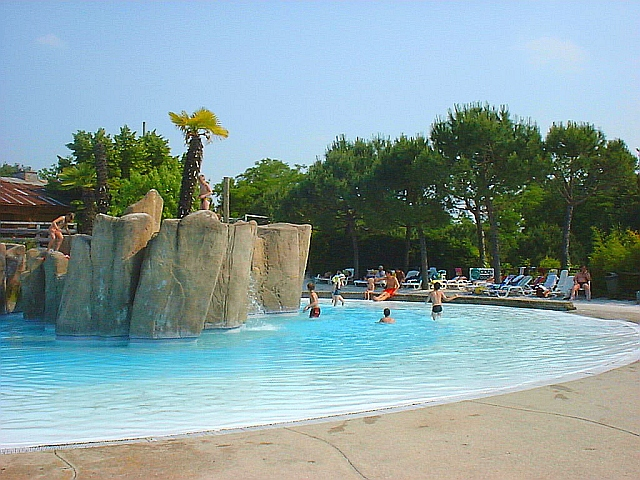
Coral Bay
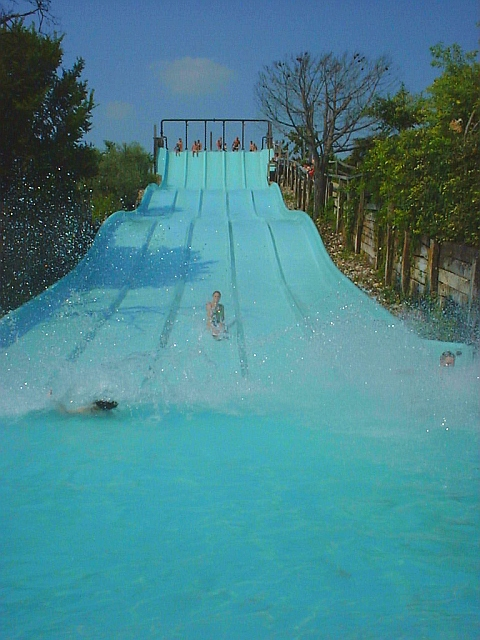
Typhoon
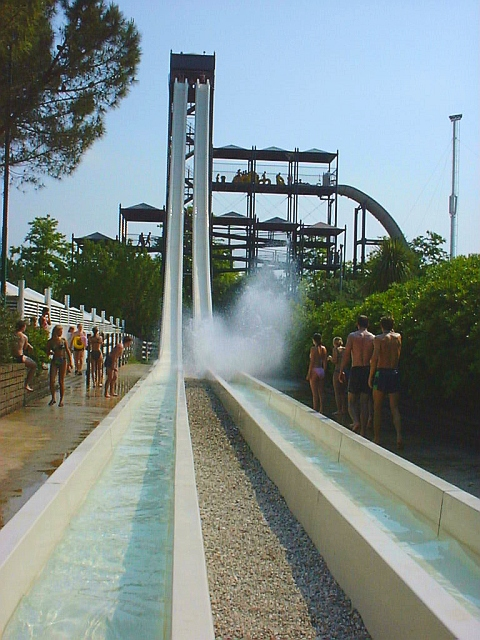
Stukas
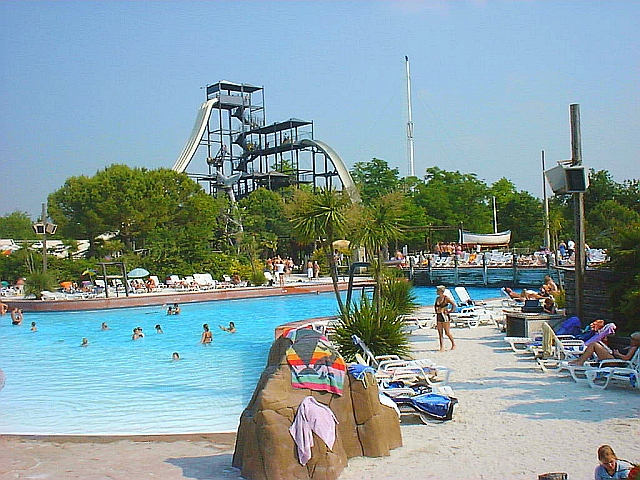
Shark Bay

### Movieland Studios (früher Movie Studio Park)

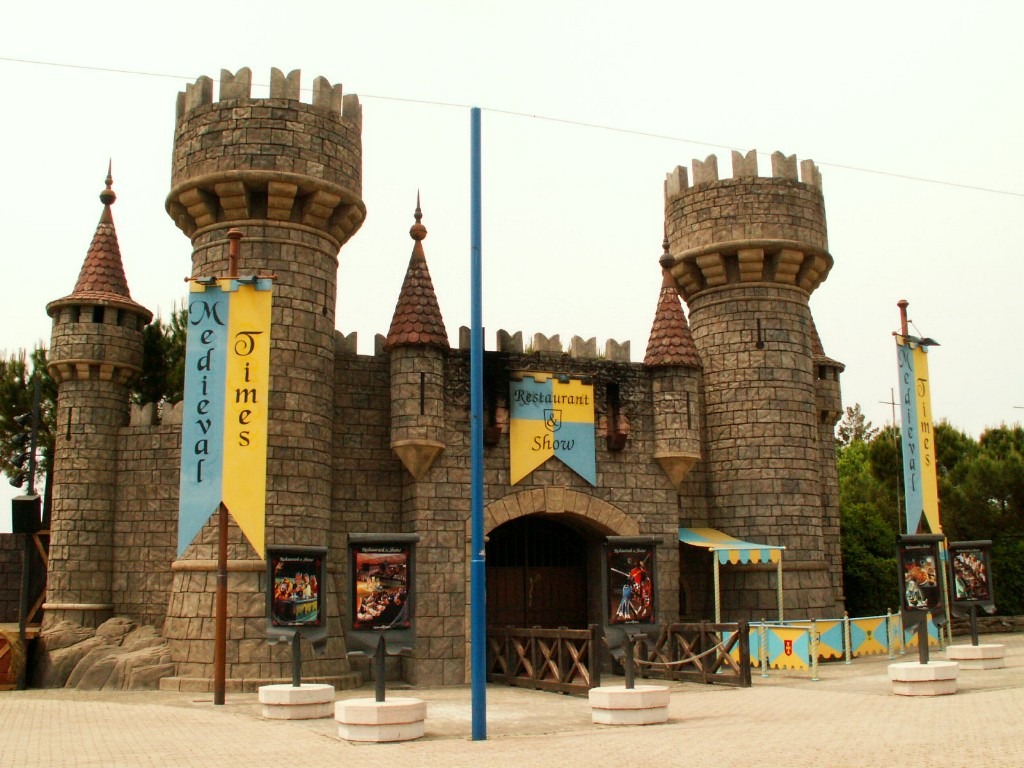
Medieval Times

Unmittelbar neben dem Aqua Paradise Park befindet sich zudem der Vergnügungspark Movieland Park.
Die Hauptattraktionen dieses Themenbereichs sind die vielfältigen Stunt-Shows, die von diversen Spezialeffekten begleitet sind, der Hollywood Tower, ein Free Fall Tower, bei dem man während des Falls auf den Rücken gedreht wird und Terminator 5D, ein 5-D-Simulator. Eine Bahnfahrt durch und hinter die Kulissen ermöglicht einen Einblick in die Entstehung der Stunt-Szenen sowie den aufgeführten Filmen. 2007 wurde eine weitere Hauptattraktion, Magma, wegen Anwohnerbeschwerden zu einer Alternativfahrt umgestaltet. Die Achterbahn X-Speed existiert nicht mehr, sie drehte 2006 ihre letzten Runden und wurde durch die kleinere Bahn X-Smile (heute: Bront'O'Ring) ersetzt.

#### Achterbahnen
| Name         | Typ                               | Hersteller                  | Eröffnung |
| ------------ | --------------------------------- | --------------------------- | --------- |
| Bront'O'Ring | Kinderachterbahn                  | DAL Amusement Rides Company | 2007      |
| Diabolik     | Inverted Coaster, Shuttle Coaster | Vekoma                      | 2015      |

##### Ehemalige Achterbahnen
| Name      | Typ             | Hersteller  | Eröffnung | Schließung |
| --------- | --------------- | ----------- | --------- | ---------- |
| Brontojet | Stahlachterbahn | Schwarzkopf | 2010      | 2020       |
| X Speed   | Powered Coaster | Pinfari     | 2003      | 2006       |

### Rock Star Cafè

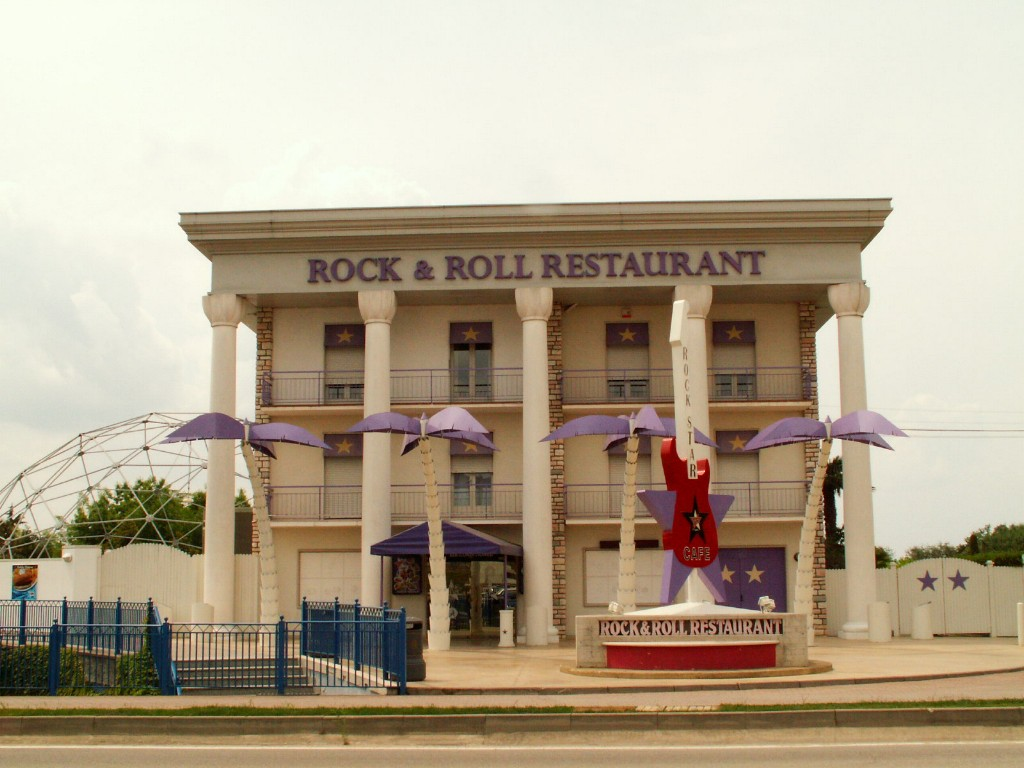
Rock Star Cafè

Der gesamte Themenpark wird durch ein angrenzendes Restaurant namens Rock Star Cafè ergänzt. Das Ambiente, die Musik, sowie die angebotenen Fastfood-Speisen und Getränke gleicht jenen Lokalitäten der Amerikaner.